# Cerro El Tortuguero
Cerro El Tortuguero är ett berg i Mexiko.   Den ligger i kommunen Macuspana och delstaten Tabasco, i den sydöstra delen av landet, 700 km öster om huvudstaden Mexico City. Toppen på Cerro El Tortuguero är 332 meter över havet, eller 311 meter över den omgivande terrängen. Bredden vid basen är 9,5 kilometer.
Terrängen runt Cerro El Tortuguero är huvudsakligen platt, men den allra närmaste omgivningen är kuperad. Runt Cerro El Tortuguero är det ganska tätbefolkat, med 65 invånare per kvadratkilometer. Närmaste större samhälle är Macuspana, 9,1 km norr om Cerro El Tortuguero. Trakten runt Cerro El Tortuguero består till största delen av jordbruksmark.